# Rangierbahnhof Duisburg-Wedau

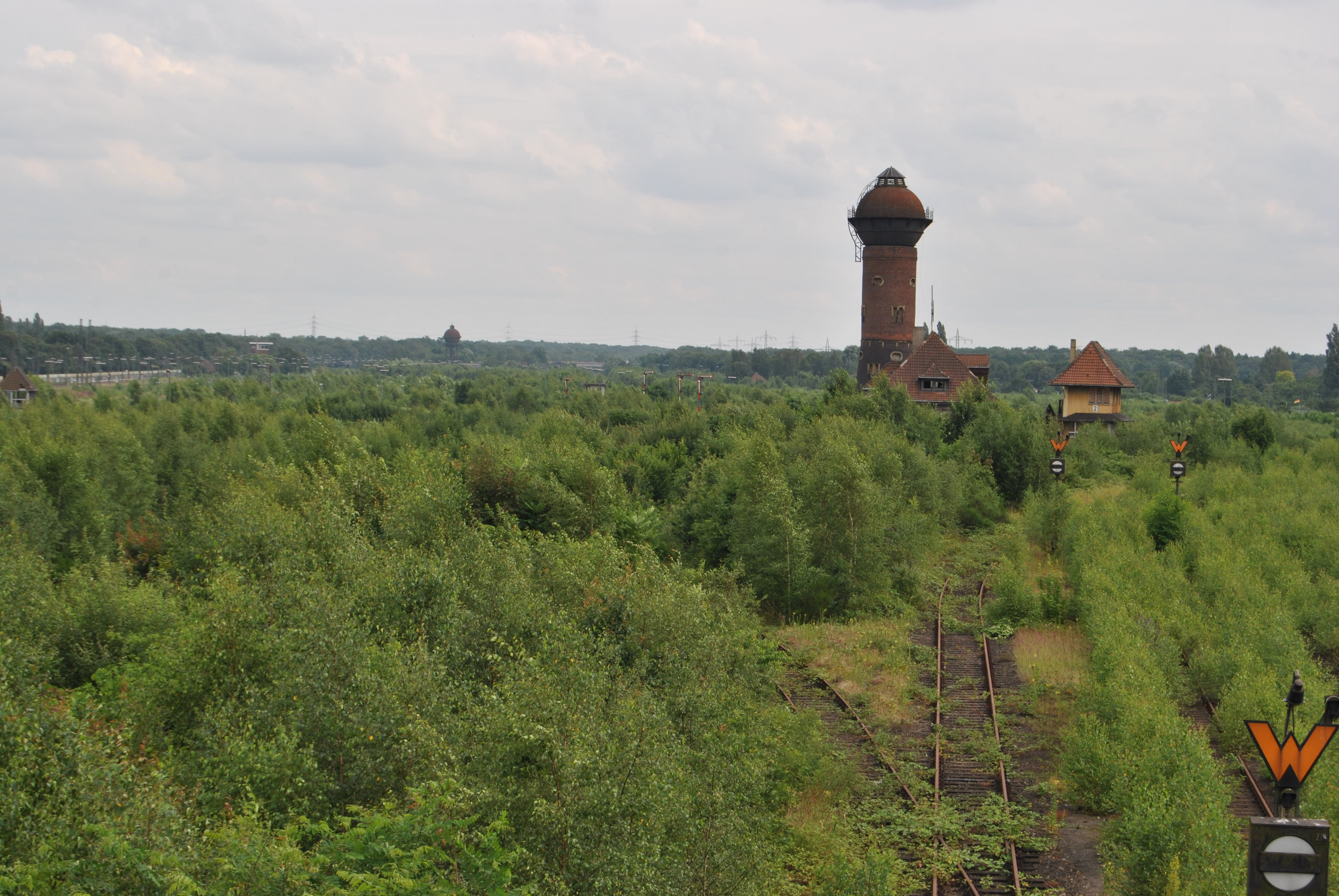
Zugewachsener Rangierbahnhof von der Wedauer Brücke aus gesehen: rechts das Ablaufwerk Nord, im Hintergrund der zwei Kilometer entfernte Wasserturm des Ablaufwerkes Süd

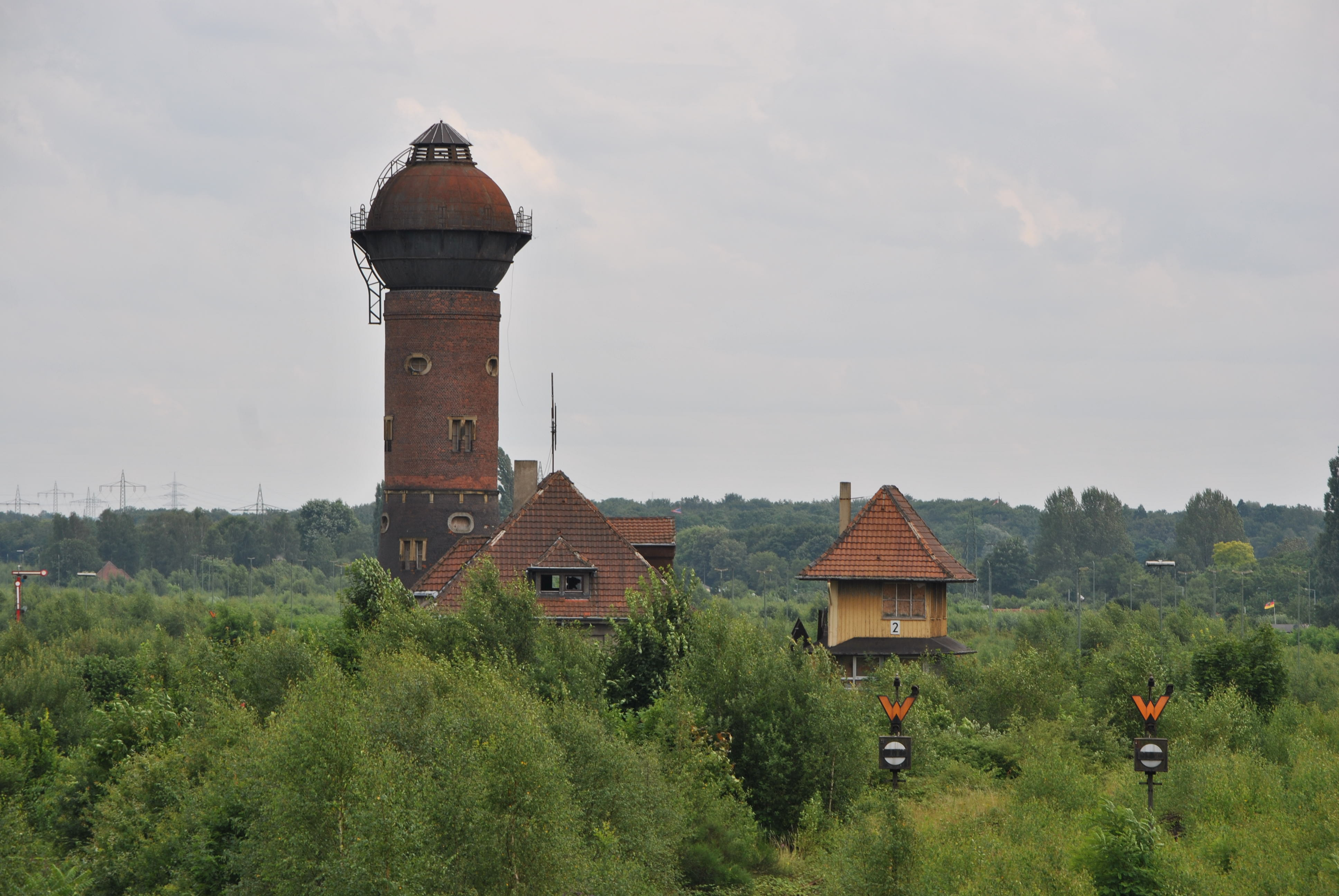
Ablaufwerk Nord mit Wasserturm und dem Stellwerk 2 (beide denkmalgeschützt)

Der Rangierbahnhof Duisburg-Wedau war ein großer Verschiebebahnhof im Duisburger Stadtteil Wedau. Er wurde von 1890 bis 2000 betrieben und 2006 endgültig stillgelegt.

## Geschichte
Verschiedene Entwicklungen führten zum Bau des Rangierbahnhofes in Wedau. Zum einen wurden in den Jahren 1880 bis 1886 die Rheinische, die Bergisch-Märkische und die Köln-Mindener Eisenbahn-Gesellschaft verstaatlicht, sodass die Notwendigkeit der bisherigen parallelen Streckenführungen entfiel. Zum anderen nahm der Güterverkehr entlang der Rheinschiene und im Ruhrgebiet stetig zu, die Hauptbahnhöfe sollten davon entlastet werden. Südlich des Duisburger Hauptbahnhofs, an der Bahnstrecke Mülheim-Speldorf–Troisdorf gab es noch ein genügend großes und freies Gelände.
1890 wurde der Rangierbahnhof Wedau aufgebaut. Zur Nutzung des sumpfigen Geländes mussten große Aufschüttungen vorgenommen werden. Der benötigte Kies stammte aus nahen Baggerseen, die heute zur Sechs-Seen-Platte in Wedau gehören.
Durch die 1901 eröffnete Umgehungsstrecke von Wedau nach Oberhausen erlangte der Rangierbahnhof zentrale Bedeutung. Von 1912 bis 1913 wurde er zu einem der größten damaligen Verschiebebahnhöfe ausgebaut, er hatte danach zwei Ablaufberge, 24 Gleise und über vier Kilometer Gleislänge. Zeitgleich entstanden unmittelbar daneben das Ausbesserungswerk Wedau und das Bahnbetriebswerk Wedau. Zusammen mit dem Personenbahnhof, der Werkstättensiedlung und den Eisenbahnersiedlungen Wedau und Bissingheim ergab sich ein stark durch die Eisenbahn geprägtes Gelände.

## Heutige Situation
Heute liegen die Ablaufberge und sonstigen Rangieranlagen still. Außerdem wurden alle ungenutzten Gleise zurückgebaut sowie Schotter entfernt. Das Stellwerk 2 am Ablaufberg Nord steht zusammen mit dem dortigen Wasserturm unter Denkmalschutz, beide stammen aus der Zeit des Ausbaus (1912/13). Der Wasserturm aus Ziegelsteinen trägt einen Intze-Behälter mit eisernem Umlauf.

## Planungen
Das ehemalige Bahnhofsgelände soll in ein Wohngebiet umgewandelt werden. In diesem Zusammenhang ist auch der Ausbau der  „Ratinger Weststrecke“ mit S-Bahn-Anschluss Richtung Duisburg Hauptbahnhof im Norden und Düsseldorf Hauptbahnhof im Süden vorgesehen.